# Rai Radio 3
Rai Radio 3 (Rai Radio Tre) – włoska rozgłośnia radiowa należąca do publicznej grupy medialnej RAI (Radiotelevisione Italiana), specjalizująca się w muzyce poważnej.
Rozgłośnia, założona w 1950 roku, charakterem oraz stylem nadawania podobna jest do BBC Radio 3, które zostało założone 4 lata wcześniej (w 1946 roku) i także preferuje nadawanie muzyki poważnej oraz ambitnej. Obecna nazwa Rai Radio Tre została zaadaptowane w 1976 roku.
Oprócz grania muzyki, stacja nadaje różnorodne programy oraz słuchowiska na temat historii, filozofii oraz mitologii a także dyskusje na temat religii oraz literatury.
Rozgłośnia, podobnie jak Rai Radio 1 i Rai Radio 2, posiada własny kanał informacyjny Giornale Radio RAI (GRR), pod nazwą GR3.